# Mario Fratti
Mario Fratti (L'Aquila, 5 luglio 1927 – New York, 15 aprile 2023) è stato un drammaturgo italiano.
La sua produzione conta oltre 100 opere, tradotte in 20 lingue e rappresentate in 600 teatri di tutto il mondo. Esse si connotano per l'immediatezza della scrittura teatrale, asciutta e tagliente come la denuncia politica e sociale senza veli che egli vi trasfonde.
Pur avendo finito per scegliere New York come sua residenza, era dichiaratamente comunista.

## Biografia

### L'esperienza giovanile
Dopo la laurea in Lingue e Letterature Straniere conseguita all'Università Ca' Foscari a Venezia, Fratti avviò alla fine degli anni cinquanta una ricca produzione drammatica. È del 1959 il suo primo dramma Il nastro, vincitore del premio RAI, che però non fu mai radiotrasmesso, essendo stato giudicato sovversivo (il dramma narra il rifiuto di confessare sotto tortura di alcuni partigiani, poi fucilati dai fascisti).
L'autore era arrivato trentenne a scrivere per il teatro, dopo giovanili esperienze poetiche.

### L'esperienza americana
Legata al caso la circostanza che lo portò negli Stati Uniti. Nel 1962 presentò al Festival di Spoleto il suo atto unico Suicidio. Piacque a Lee Strasberg, che lo invitò a presentarlo anche all'Actor's Studio di New York.
Sin dall'inizio lo accolse con favore la critica, notando in lui uno stile perfettamente compatibile con l'indole americana, estranea alle ridondanze, alle metafore e alle sfumature tipiche del teatro europeo.
Lo aiutò per di più la completa padronanza della lingua inglese e la conoscenza profonda della letteratura statunitense. Insegnò a New York nella Columbia University e poi all'Hunter College, dove tenne la docenza fino al 1994.

### Le commedie e imusical
Fratti scrisse anche commedie e musical. Nine, una sua commedia scritta nel 1981 e liberamente ispirata al film 8½ di Federico Fellini, diventò un musical di successo di pubblico e di critica, con oltre duemila repliche. L'ultimo revival, con Antonio Banderas interprete, rimase per molti mesi in cartellone all'Eugene O'Neill Theatre, a Broadway.
Nine ha avuto 36 produzioni negli Stati Uniti, una a Londra, una a Parigi ed una a Tokyo.

### Ultimi anni
Nel settembre 2013 fu pubblicato l'unico romanzo di Fratti, Diario proibito, che ha vinto il "Premio Capri Poesia". L'opera, scritta in gioventù, fra il 1948 ed il 1950, quando il drammaturgo era studente all'Università Ca' Foscari di Venezia, fu da lui fortunosamente ritrovata in una vecchia valigia, le pagine sbiadite e difficilmente leggibili.
Nel 2015, per l'Editrice Tracce, Fratti fece uscire il volume di poesie Volti.
Fratti è morto nella sua casa di Manhattan all'età di 95 anni, nella primavera del 2023.

## Premio Mario Fratti
A partire dal 2014 la compagnia teatrale KIT - Kairos Italy Theater insieme alla Casa Italiana Zerilli-Marimo' della NYU e alla KIT Italia gli hanno intitolato il Premio Mario Fratti (Mario Fratti Award) all'interno del Festival In Scena! Italian Theater Festival. Il premio è assegnato a un testo teatrale inedito di autore italiano. Tra i vincitori Carlotta Corradi, Pier Lorenzo Pisano, Emanuele Aldrovandi, Paolo Bignami e la coppia Chiara Boscaro e Marco Di Stefano, Tobia Rossi, Giorgia Brusco, Luca Garello e Andrea Cioffi.

## Riconoscimenti
Si citano tra i tanti riconoscimenti il premio Selezione O'Neil, l'Heritage and Culture.

## Principali opere edite

### Teatro
- Il campanello (1958)
- Suicidio (1962)
- La menzogna (1963)
- Il rifiuto (1965)
- La gabbia (1962)
- L'Accademia (1964)
- La vedova bianca (1972)
- I Seduttori (1964)
- I frigoriferi (1964)- trasformata in musical con musiche di Luciano di Giandomenico e rappresentata nel 2012 all'Aquila dalla Compagnia Mamò
- Eleonora Duse (1972)
- La vittima (1972)
- Che Guevara (1970)
- L'ospite romano (1971)
- Mafia (1974)
- La famiglia (1972)
- Chile 1973 (1974)
- Six Passionate Women (1978)
- Nine (1981)
- AIDS (1988)
- Porno (1990)
- Amanti (1991)
- Avventure erotiche a Venezia (Tangentopoli) (1996)
- Candida e i suoi amici (2001)
- Cecità (2004)
- I nove martiri (2009), dedicata ai nove martiri dell'Aquila, episodio della seconda Guerra Mondiale
- LGBT (2011)
- Obama 44 (2011)
- Beata, la figlia del Papa
- Attori
- Terrorista
- Sete
- Anniversario
- Missionari
- Garibaldi
- American Dream
- Suicide club
- Dead Men's Bluff
- Brooklyn
- Hugo, ispirata a Hugo Chavez
- Paganini (Musical)
- Puccini (Musical)
- Dialogo con Marilyn (per la Radio Vaticana)
- Teatro dell'Imprevedibile - 22 Drammi e Satire" (BE@A - enricobernardentertainmentart), in italiano
- Unpredictable Plays (edito da New York Theatre Experience, Inc), una raccolta in inglese di 28 opere